# Régiments de cavalerie français d'Ancien Régime (T)
Cet article présente la liste des régiments de cavalerie français d'Ancien Régime, commençant par la lettre T.

## Régiment de Talleyrand cavalerie
- Régiment de Talleyrand cavalerie

## Régiment de Tarente cavalerie
- Régiment de Tarente cavalerie

Le régiment est levé le 18 juillet 1650, par Henri de La Trémoille, prince de Tarente dans le cadre de la guerre franco-espagnole. Engagé en Champagne, il se trouve à la bataille de Rethel et est licencié en Flandre après la campagne de 1651.

## Régiment de Thiernut cavalerie
- Régiment de Thiernut cavalerie

Le régiment est levé le 12 avril 1652, par Charles Cauchon, baron de Thiernut. Il est licencié la même année.

## Régiment de Toiras cavalerie
- Régiment de Toiras cavalerie  

C'est l'ancien régiment de Ruvigny cavalerie qui prend le nom de « régiment de Toiras cavalerie » après avoir été donné le 6 avril 1652, à Louis de Bermont du Caylar, marquis de Toiras. Durant la Fronde, il est engagé à la bataille du faubourg Saint-Antoine puis il sert en Champagne, et participe au siège de Sainte-Ménehould en 1653, rejoint la Flandre, assiste aux prises de Stenay et d'Arras en 1654, aux prises de Landrecies, de Condé et de Saint-Ghislain en 1655, puis au siège de Valenciennes en 1656. Il prend le nom de régiment de La Châtre cavalerie après avoir été donné le juin 1657, à M. de La Châtre.

## Régiment du Tort cavalerie
- Régiment du Tort cavalerie

Le régiment est levé, le 13 février 1648, par M. du Tort. Engagé dans la guerre franco-espagnole il combat en Catalogne. Il est licencié en 1649.

## Régiment du Tot cavalerie
- Régiment du Tot cavalerie

Ce régiment est levé, le 18 janvier 1649 par Charles-Henri du Tot. Engagé dans la guerre franco-espagnole, il est envoyé en Flandre et participe, aux sièges de Cambrai, de Condé et de Maubeuge et est licencié après la campagne.

## Régiment de Toulouse cavalerie
- Régiment de Toulouse cavalerie

C'est l'ancien régiment de Praslin cavalerie qui prend le nom de « régiment de Toulouse cavalerie » le 28 août 1693 après être devenu la propriété de Louis-Alexandre de Bourbon, comte de Toulouse. Engagé dans les guerres de la Ligue d'Augsbourg, de Succession d'Espagne, de la Quadruple-Alliance et de Succession de Pologne, le régiment prend le nom de régiment de Penthièvre cavalerie après avoir été donné, le 1er décembre 1737, Louis Jean Marie de Bourbon, duc de Penthièvre.

Régiment de Toulouse cavalerie
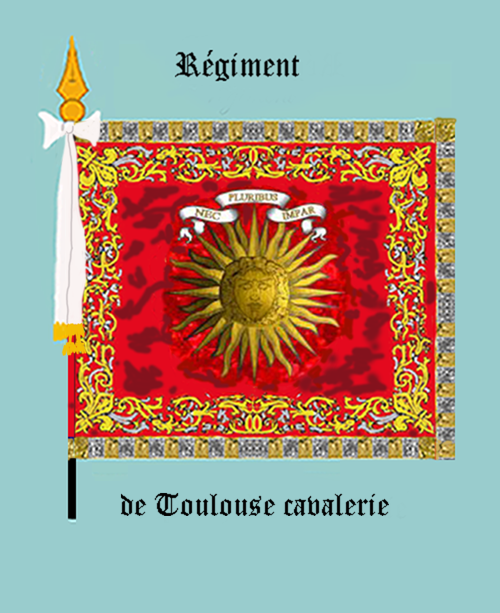
avers
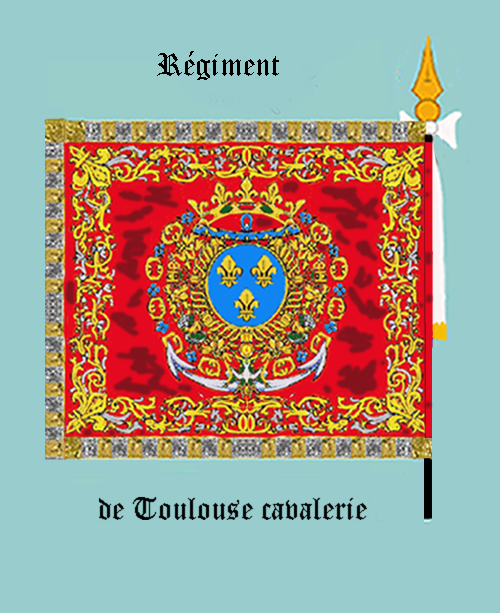
revers

## Régiment de Tournefort cavalerie
- Régiment de Tournefort cavalerie[1]

## Régiment de Toustain-Viray cavalerie
- Régiment de Toustain-Viray cavalerie

C'est l'ancien régiment de Lénoncourt cavalerie (1748-1758), qui est renommé « régiment de Toustain-Viray cavalerie » après avoir été donné en 1758, au marquis de Toustain-Viray et il participe à la guerre de Sept Ans. Le 1er décembre 1761, il est incorporé dans le régiment des Salles, devenu Royal-Lorraine. Les étendards du régiment étaient de soie verte, le soleil et la devise du roi au droit, les armes du mestre de camp au revers, brodés et frangés d'or. La tenue est ainsi décrite : habit et doublure gris blanc; manteau blanc doublé de rouge; parements et revers rouges; boutons d'étain de trois en trois de chaque côté; manches en botte et fendues, buffle à boutons de cuivre ; bandoulière et culotte de peau ; chapeau bordé d'argent ; équipage rouge^ bordé de vert. En 1760, le galon d'équipage était formé de carreaux bleus et blanc en échiquier.

## Régiment de Tracy cavalerie
- Régiment de Tracy cavalerie 

C'est l'ancien régiment de Watronville cavalerie qui prend le nom de « régiment de Tracy cavalerie »  après avoir été donné, le 17 mai 1643, à Charles Henri de Prouville, marquis de Tracy. Engagé dans la guerre de Trente Ans, il participe au siège de Thionville et à la bataille de Tuttlingen en 1643, à la bataille de Fribourg, aux prises de Philisbourg, de Bingen, de Kreutznach et de Landau en 1644, à la bataille de Mariendhal, à la prise de Wimpfen, à la bataille de Nördlingen, et aux sièges d'Heillbronn et de Trêves en 1645, au siège d'Augsbourg en 1646, à la bataille de Tübingen en 1647, à la bataille de Zusmarshausen en 1648 et passe en Flandre en 1649. Le régiment est réformé le 16 mars 1649 et ses débris sont versés dans le régiment des dragons allemands de Tracy, un autre régiment appartenant au marquis de Tracy.

## Régiment de Tracy dragons
- Régiment de Tracy dragons 

C'est l'ancien régiment de Goësbriant dragons qui prend le nom de « régiment de Tracy dragons »  après avoir été donné, le 28 mai 1644, à Charles Henri de Prouville, marquis de Tracy. On trouve le régiment à la bataille de Fribourg, aux prises de Philippsbourg, de Worms, de Mayence, de Manheim, de Landau en 1644, aux batailles de Mariendhal et de Nordlingen, et aux prises de Wimpfeh, d'Heillbronn et de Trêves en 1645, au siège d'Augsbourg en 1646, à la bataille de Tubingen en 1647 et à celle de Zusmarhausen en 1648. Pendant qu'il se trouve Flandre, le régiment reçoit l'incorporation des débris du régiment de Tracy cavalerie  le 16 mars 1649. Le marquis de Tracy ayant choisi le camp rebelle, il est destitué et le régiment est donné, le 1er avril 1650, au lieutenant-colonel du Cimetierre. Il prend alors le nom de régiment de Cimetierre dragons. Le 12 mars 1651, après avoir été rendu au marquis de Tracy, le régiment reprend le nom de « régiment de Tracy dragons » et il est envoyé dans le Nivernais et le Berry. Affecté à l'armée de Turenne, il participe aux batailles de Bléneau, d'Étampes, et du faubourg Saint-Antoine en 1652, puis envoyé en Champagne, il se trouve aux prises de Vervins, de Rethel, de Mouzon et de Sainte-Menehould en 1653, avant de rejoindre la Flandre pour participer au secours d'Arras en 1654 et au siège de Landrecies en 1655 durant lequel le marquis de Tracy y est tué le 2 juillet 1655 d'un coup de mousquet. Après sa mort le régiment est licencié.

## Régiment de Trefski cavalerie
- Régiment de Trefski cavalerie 

Ce régiment weimarien est admis à la solde de la France dans le cadre de la Guerre de Trente Ans. Sous le commandement du colonel de Trefski, le régiment est à l'armée de Lorraine en 1636. Les années suivantes il est sur le Rhin, et en 1640, il occupe Pont-à-Mousson, et retourne en Allemagne en 1641. Le 17 octobre 1741 il prend le nom de régiment de Flechstein cavalerie après être devenu la propriété du colonel Flechstein.

## Régiment de Treillis cavalerie
- Régiment de Treillis cavalerie

Le régiment est formé, le 16 mai 1635, par le chevalier de Treillis dans le cadre de la guerre de Trente Ans. Il combat en Lorraine et en Franche-Comté en 1635, puis en Bourgogne en 1636. Cassé le 30 juillet 1636, il est rétabli le 24 janvier 1638. Il participe aux combats en Bourgogne, passe en Lorraine en 1639, en Franche-Comté en 1641, en Lorraine en 1642 et 1643 et en Italie en 1644. Il prend le nom de régiment de Le Ferron cavalerie (1644-1657) après avoir été donné, le 14 avril 1644, à Charles-Claude Le Ferron.

## Régiment de Tresmes cavalerie (1652-1653)
- Régiment de Tresmes cavalerie (1652-1653)

Le régiment est levé le 24 février 1652, par René Potier, duc de Tresmes, par commission donnée à Saumur. Il prend le nom de régiment  de Brégy cavalerie après avoir été donné, en 1653, à N. de Flesselles, comte de Brégy.

## Régiment de Tresmes cavalerie (1729-1740)
- Régiment de Tresmes cavalerie (1729-1740)

C'est l'ancien régiment de Gandelus cavalerie qui prend le nom de « régiment de Tresmes  cavalerie » après avoir été donné, en avril 1729, au duc de Tresmes. Le régiment se trouve au camp de la Moselle en 1727 puis au camp de la Sambre en 1730. Dans le cadre de la guerre de Succession de Pologne il se trouve sur le Rhin et participe au siège de Kelh et au combat des lignes d'Ettlingen en 1733, au siège de Philippsbourg en 1734 au combat de Klausen en 1735 puis il est mis en garnison à Béthune en 1738. Le régiment prend le nom de régiment de Clermont-Tonnerre cavalerie après avoir été donné, le 21 février 1740, à Jules Charles Henri de Clermont-Tonnerre.

## Régiment de Tupalden cavalerie
- Régiment de Tupalden cavalerie 

Ce régiment est l'un des 16 régiments weymariens que le cardinal de Richelieu avait fait entrer au service de France et admis à la solde de la France le 26 octobre 1635. Dans le cadre de la guerre de Trente Ans il sert en Lorraine puis sur le Rhin en 1636. Il est donné, le 11 septembre 1640, à Georges-Christophe de Tupalden, fils du précédent avec lequel il est engagé aux sièges de Thionville, de Rothweil et à la bataille de Tuttlingen en 1643, puis à la bataille de Nordlingen en 1645. Il sert en Flandre en 1646 et Allemagne en 1647. Il prend le nom de régiment de Ruvigny cavalerie donné le 26 novembre 1647, à Henri de Massué, marquis de Ruvigny.

## Régiment de Turenne cavalerie (1639-1646)
- Régiment de Turenne cavalerie (1639-1646)

C'est l'ancien régiment de La Valette cavalerie (1635-1639) qui prend le nom de « régiment de Turenne cavalerie » après avoir été donné le 10 novembre 1639, à Henri de La Tour d'Auvergne, vicomte de Turenne. Engagé dans la guerre de Trente Ans, il se trouve en Italie et participe à la Prise de Revel, secours de Casal en 1639, au siège de Turin en 1640, à la prise d'Ivrée, secours de Chivasso, aux prises de Ceva, de Piannezza, de Mondovi, de Coni, de Revel et de Démont en 1641. Il passe en Roussillon en 1642, et se trouve aux prises de Collioure, de Perpignan et de Salses puis il retourne en Italie en 1643, où il reçoit l'incorporation du régiment de Bussy-Lameth cavalerie. Il assiste aux prises de Trino et d'Asti en 1643, puis il passe en Allemagne où il participe à la bataille de Fribourg en 1644, et aux batailles de Mariendhal et de Nordlingen en 1645. Il prend son quartier d'hiver à Bingen et prend le nom de régiment de Duras cavalerie après avoir été donné, le 22 février 1646, à Jacques-Henri de Durfort, marquis de Duras, neveu du maréchal.

## Régiment de Turenne cavalerie (1646-1650)
- Régiment de Turenne cavalerie (1646-1650) 

C'est l'ancien régiment de Kanofski cavalerie, qui est renommé « régiment de Turenne cavalerie » après avoir été donné, le 20 février 1646, au maréchal de Turenne. Dans le cadre de la guerre de Trente Ans, il participe au siège d'Augsbourg en 1646, aux prises de Tubingen, d'Aschaffenbourg et de Darmstadt en 1647, repasse le Rhin, assiste à la prise de Montmédy, passe en Flandre la même année, rejoint l'Allemagne en 1648, et est envoyé secours de Worms, et à la bataille de Zusmarshausen en 1648, et repasse en Flandre en mars 1649 et reçoit l'incorporation du régiment de Rauzan cavalerie. En 1650, il suit la fortune de Turenne et est complètement détruit à la bataille de Rethel le 15 décembre 1650.

## Régiment de Turenne dragons
- Régiment de Turenne dragons

C'est l'autre nom du régiment de Rauzan cavalerie.

## Régiment de Turenne cavalerie (1651-1657)
- Régiment de Turenne cavalerie (1651-1657)

C'est l'ancien régiment de Nimitz cavalerie qui prend le nom de « régiment de Turenne cavalerie » après être devenu la propriété du maréchal de Turenne. Pendant la guerre franco-espagnole, le régiment est appelé en Lorraine et assista à la prise de Chasté en 1651. En 1652, la guerre civile l'appelle sur la Loire, et on le trouve à Gergeau, à Bléneau, à Étampes, à la bataille du faubourg Saint-Antoine et à la poursuite des Lorrains. En 1653, il contribue aux prises de Rethel, de Mouzon et de Sainte-Ménehould. En 1654, il est en Flandre, aux sièges de Stenay, d'Arras, du Quesnoy et de Binche, en 1655 au ravitaillement du Quesnoy, de Landrecies, de Condé et de Saint-Ghislain, et en 1656 devant Valenciennes et La Capelle. Turenne ayant été déclaré colonel de la cavalerie légère, son régiment prit le titre de régiment Colonel-Général cavalerie en 1657.